# Yasjön (Breareds socken, Halland, 629432-134443)
Yasjön är en sjö i Halmstads kommun i Halland och ingår i Fylleåns huvudavrinningsområde.